# Isla Betancourt
Isla Betancourt es el nombre que recibe una isla fluvial ubicada en el Municipio Fernández Feo (El Piñal) al sur del Estado Táchira, en el oeste de Venezuela. La actividad económica principal de sus pobladores consiste en la agricultura. la ganadería y la producción avícola. Se ubica en las coordenadas geográficas 07°29′33″N 71°54′02″O / 7.49250, -71.90056 estando bordeada por el río doradas al norte y el río uribante al sur.